# Castel di Ieri
Castel di Ieri är en ort och kommun i provinsen L'Aquila i regionen Abruzzo i Italien. Kommunen hade 303 invånare (2018).